# بوکسیر-دایاک
باکسیرس-دیلاک (به فرانسوی: Buxières-d'Aillac) یک کمون در فرانسه است که در اندر واقع شده‌است. باکسیرس-دیلاک ۲۵٫۷۵ کیلومتر مربع مساحت و ۲۲۳ نفر جمعیت دارد و ۱۸۷ متر بالاتر از سطح دریا واقع شده‌است.